# Роботи та зміни
«Роботи та зміни» (англ. Robots and Changelings) — друга збірка фентезійних та науково-фантастичних творів короткої форми американського письменника Лестера Дель Рея, опублікований 1957 року видавництвом Ballantine Books.

## Зміст
- «Труби Пана» (Unknown, 1940)
- «Маленький Джиммі» (Фентезі & Сайнс фікшн, 1957)
- «Ельф-мідник» (Unknown, 1939)
- «Без будь-яких умов» (If, 1954)
- «Тихі води» (Fantastic Universe, 1955)
- «Доброта» (Аналог, 1944)
- «Стабільність» (Vortex, 1953)
- «Хранителі будинку» (Fantastic Universe, 1956)
- «Непросто бреше голова» (Ten Story Fantasy, 1951)
- «Монстр» (Argosy, 1951)
- «У руки Твої» «У руки Твої» (Аналог, 1945)

«Ельф-мідник» спочатку видавався як «Еллованський Ельф-мідник». «Спокійні води» спочатку надрукували під назвою «У тихих водах».

## Відгуки
Флойд К. Гейл написав, що всі оповідання «мають відбиток співчуття [дель Рея] [до нелюдського]». Деймон Найт знайшов оповідання «незабутніми своїм тихим співчуттям». Рецензент газет Ерл Гіт описав збірку як «добрі та різні історії [які] будуть вас розважати, збуджувати і, можливо, трохи охолоджувати».